# Torre de Monsanto

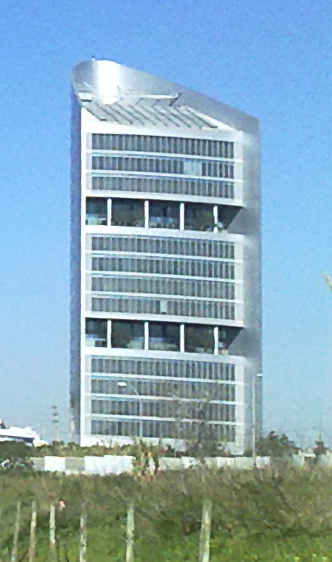
Die Torre de Monsanto

Die Torre de Monsanto ist ein Bürohochhaus in der portugiesischen Gemeinde Algés, in der Stadt Oeiras. Es wurde 2001/2002 nach Plänen des portugiesischen Architekturbüros Sua Kay errichtet. Standort ist die Bürostadt Miraflores, unmittelbar an der Kreuzung der Autoestrada A5 und der Lissabonner Ringautobahn CRIL.
Mit einer Höhe von 120 Metern ist es das höchste Hochhaus Portugals.